# Elena di Rascia
Elena di Rascia, regina consorte d'Ungheria (1109 – 1146), è stata la moglie di Béla II d'Ungheria.

## Biografia
Elena era la figlia del duca Uroš I di Rascia. Attorno al 1129, il re Stefano II d'Ungheria organizzò il matrimonio di lei con suo cugino Béla, il quale era stato accecato per ordine del fratello del re, Colomanno. Il re concesse alla coppia alcune tenute nei pressi di Tolna alla coppia.
A seguito della morte senza eredi del re, suo marito Béla fu incoronato re d'Ungheria il 26 aprile 1131.
Quando suo marito morì il 13 febbraio 1141, il primogenito della coppia, Géza II d'Ungheria, salì al trono quand'era ancora un infante. Perciò, Elena e suo fratello Bluš, da lei invitato a corte, governarono il regno d'Ungheria fino al settembre del 1146, quando Géza raggiunse l'età per regnare autonomamente.

## Discendenza
Dal matrimonio con Béla II ebbe numerosi figli:
- Elisabetta, moglie del Duca Mieszko III di Polonia;
- Géza II d'Ungheria;
- Ladislao II d'Ungheria;
- Stefano IV d'Ungheria;
- Sofia, suora ad Admont.

## Ascendenza
|                    |                   |                    | Genitori                |  |  | Nonni |  |  | Bisnonni            |  |  | Trisnonni |  |
|                    |                   |                    |                         |  |  |       |  |  | Petrislav di Rascia |  |  | …         |  |
|                    |                   |                    |                         |  |  |       |  |  | Petrislav di Rascia |  |  | …         |  |
|                    |                   | …                  |                         |  |  |       |  |  | Petrislav di Rascia |  |  |           |  |
| Marko di Rascia    |                   |                    |                         |  |  |       |  |  | Petrislav di Rascia |  |  |           |  |
|                    |                   | …                  | …                       |  |  |       |  |  |                     |  |  |           |  |
|                    |                   | …                  | …                       |  |  |       |  |  |                     |  |  |           |  |
|                    |                   | …                  | …                       |  |  |       |  |  |                     |  |  |           |  |
| Uroš I di Rascia   |                   | …                  |                         |  |  |       |  |  |                     |  |  |           |  |
|                    |                   | …                  | …                       |  |  |       |  |  |                     |  |  |           |  |
|                    |                   | …                  | …                       |  |  |       |  |  |                     |  |  |           |  |
|                    |                   | …                  | …                       |  |  |       |  |  |                     |  |  |           |  |
| …                  |                   | …                  |                         |  |  |       |  |  |                     |  |  |           |  |
|                    |                   | …                  | …                       |  |  |       |  |  |                     |  |  |           |  |
|                    |                   | …                  | …                       |  |  |       |  |  |                     |  |  |           |  |
|                    |                   | …                  | …                       |  |  |       |  |  |                     |  |  |           |  |
| Elena di Rascia    |                   | …                  |                         |  |  |       |  |  |                     |  |  |           |  |
|                    | Romano IV Diogene | Costantino Diogene |                         |  |  |       |  |  |                     |  |  |           |  |
|                    | Romano IV Diogene | Costantino Diogene |                         |  |  |       |  |  |                     |  |  |           |  |
|                    | Romano IV Diogene | …                  |                         |  |  |       |  |  |                     |  |  |           |  |
| Costantino Diogene | Romano IV Diogene |                    |                         |  |  |       |  |  |                     |  |  |           |  |
|                    |                   | Anna di Bulgaria   | Alusiano di Bulgaria    |  |  |       |  |  |                     |  |  |           |  |
|                    |                   | Anna di Bulgaria   | Alusiano di Bulgaria    |  |  |       |  |  |                     |  |  |           |  |
|                    |                   | Anna di Bulgaria   | …                       |  |  |       |  |  |                     |  |  |           |  |
| Anna Diogenissa    |                   | Anna di Bulgaria   |                         |  |  |       |  |  |                     |  |  |           |  |
|                    |                   | Giovanni Comneno   | Manuele Comneno Erotico |  |  |       |  |  |                     |  |  |           |  |
|                    |                   | Giovanni Comneno   | Manuele Comneno Erotico |  |  |       |  |  |                     |  |  |           |  |
|                    |                   | Giovanni Comneno   | …                       |  |  |       |  |  |                     |  |  |           |  |
| Teodora Comnena    |                   | Giovanni Comneno   |                         |  |  |       |  |  |                     |  |  |           |  |
|                    |                   | Anna Dalassena     | Alessio Caronte         |  |  |       |  |  |                     |  |  |           |  |
|                    |                   | Anna Dalassena     | Alessio Caronte         |  |  |       |  |  |                     |  |  |           |  |
|                    |                   | Anna Dalassena     | Adriana Dalassena       |  |  |       |  |  |                     |  |  |           |  |
|                    |                   | Anna Dalassena     |                         |  |  |       |  |  |                     |  |  |           |  |